# Capitó (cavaller)
Capitó (en llatí Capito) va ser un cavaller romà que va viure al segle i.
Calígula el va condemnar a mort juntament amb el seu fill Betiliè Bas o Betilienus Bassus, al que Dió Cassi anomena Cassi Betil·lí o Cassius Betillinus. L'emperador el va obligar a presenciar l'execució del seu fill abans de ser executat.